# Ashford (County Wicklow)
Ashford (irisch Áth na Fuinseoige; dt.: „Furt bei der Esche“, früher: Ballymacahara, irisch Baile Mhic Aodha Charraigh, deutsch: „Ort der MacAharas“) ist ein Dorf im County Wicklow im Osten der Republik Irland. Die Einwohnerzahl Ashfords wurde bei der Volkszählung 2022 mit 1892 Personen ermittelt, womit sich die Einwohnerzahl seit 1991 mehr als verdoppelt hat.

## Lage
Ashford liegt etwa 18 Kilometer nordwestlich von Wicklow am Fluss Vartry.
Östlich von Ashford verläuft die M11 von Dublin nach Enniscorthy Richtung Wexford.

## Sehenswürdigkeiten
- Mount Usher Gardens, eine der berühmtesten botanischen Gartenanlagen in Irland
- Ruine von Dunran Castle
- Rossana House, dreiflügelige Anlage von 1720

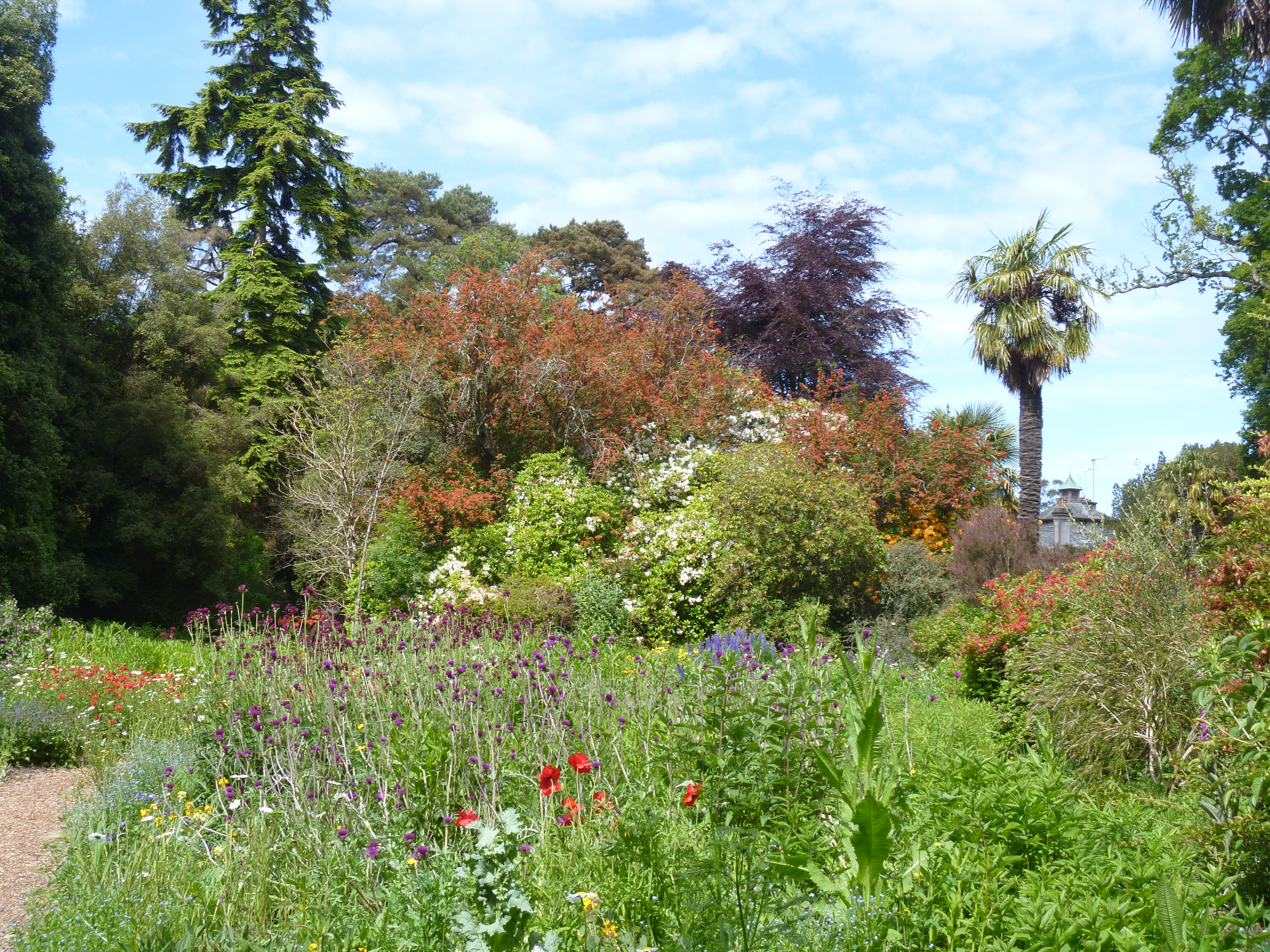
Mount Usher Gardens
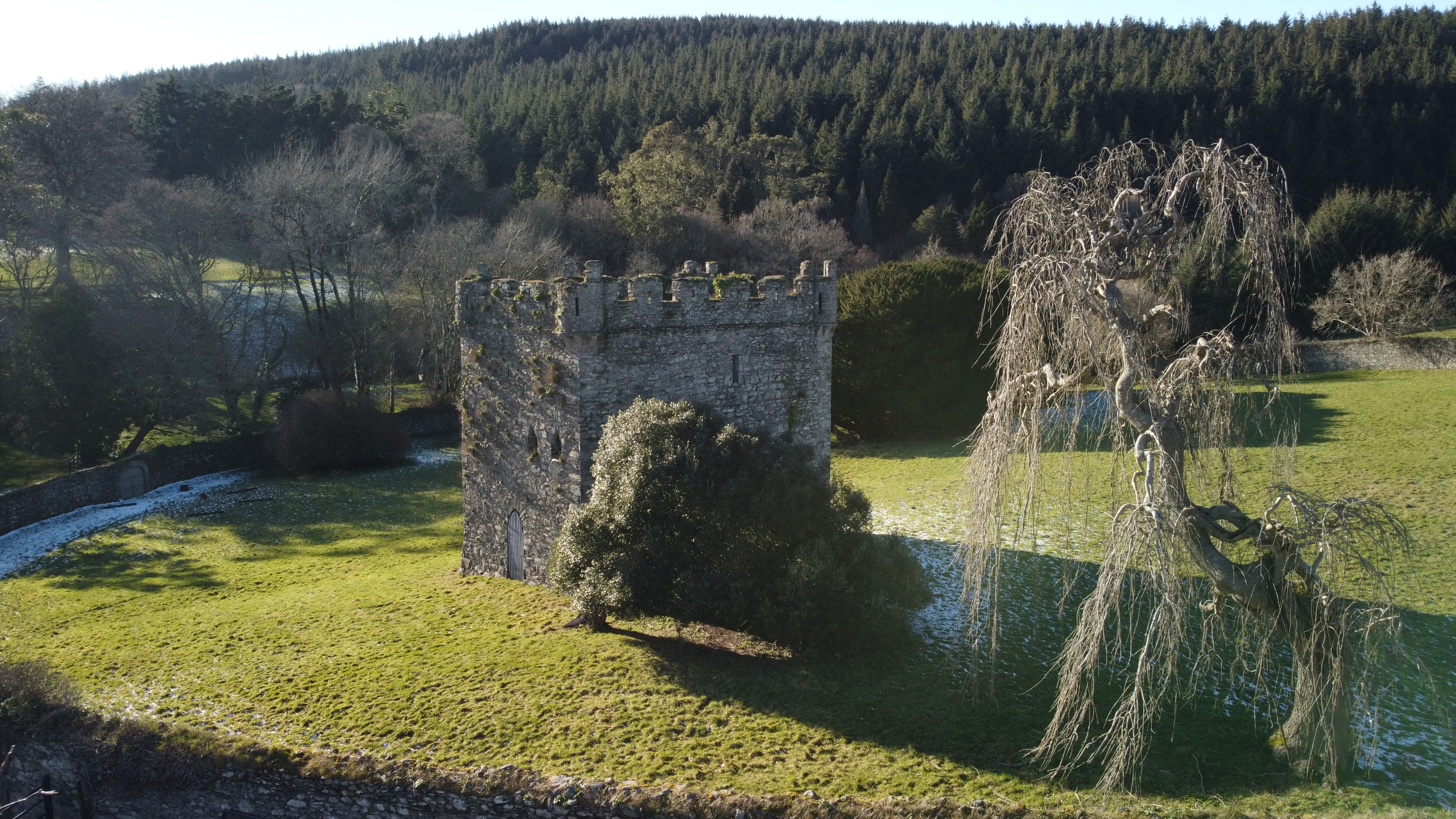
Dunran Castle
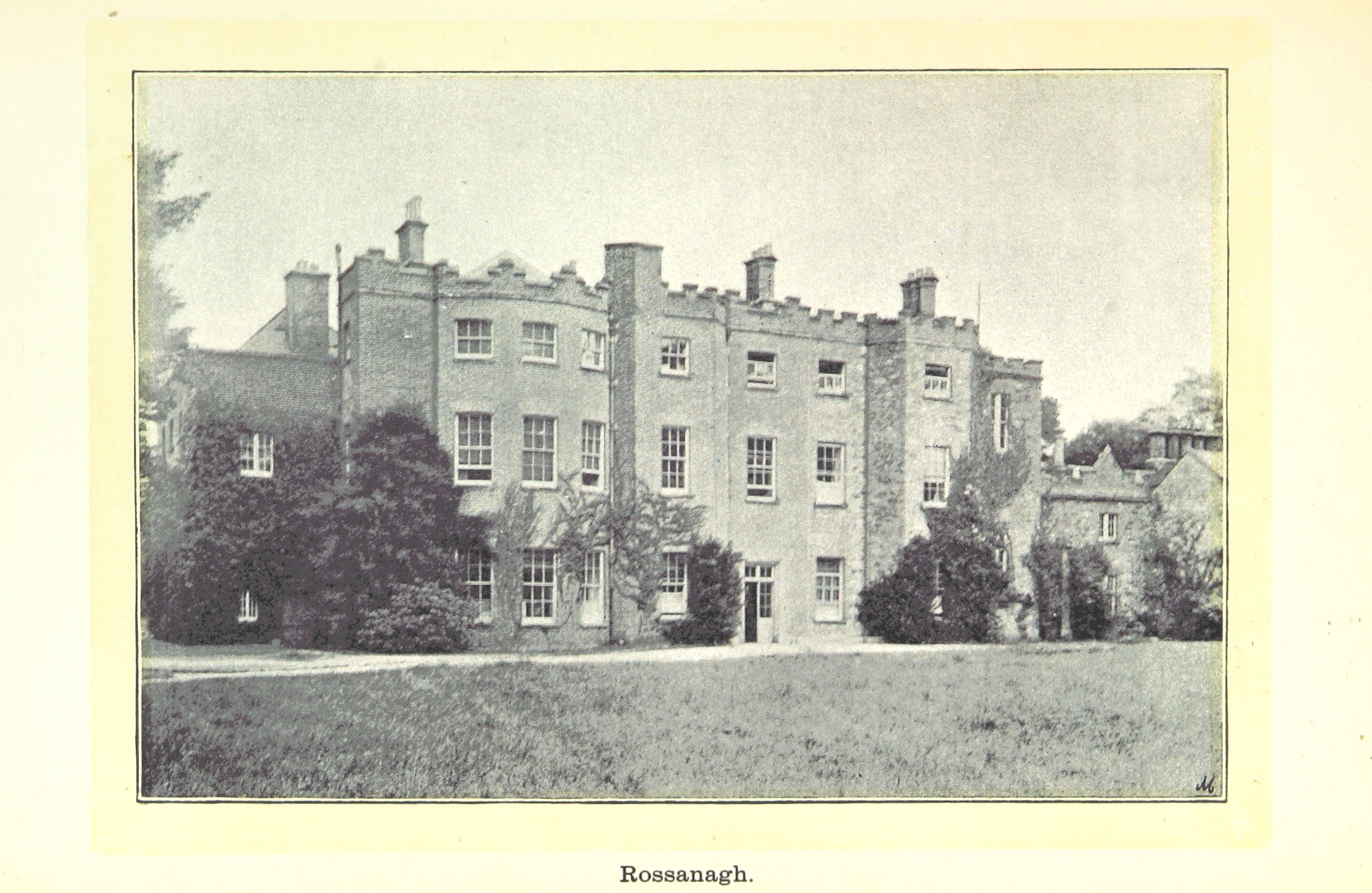
Rossana House

## Persönlichkeiten
- Katie McGrath (* 1983), Schauspielerin
- Ferdia Walsh-Peelo (* 1999), Schauspieler